# Somewherecold Records
Somewherecold Records – wytwórnia płytowa z Kentucky, założona w sierpniu 2004 przez Jason T. Lamoreaux. Wytwórnia specjalizuje się w ambient, shoegaze, dream pop, slowcore, post-rock, space rock i drone gatunkach.

## Artyści Somewherecold Records
Źródło:
- A Journey of Giraffes
- A.M. feelgood
- Airships on the Water
- Akkad the Orphic Priest
- Ander
- Arowan
- Aura Gaze
- Aidan Baker
- Federico Balducci
- Beatastic
- The Beremy Jets
- Blackpool Astronomy
- Blanket Swimming
- Blue Unit
- Brief Candles
- A Broken Sail
- Anders Brørby
- Circumrotation
- The Corrupting Sea
- droneroom
- Hammock
- Heavy Sunrise
- Highspire
- John The Silent
- Joy Electric
- Lazy Legs
- Steven Jaime Giacomelli
- Gustavo Leyes
- Kieran Mahon
- Nicholas Maloney
- The Microdance
- Mis+ress
- Chad Mossholder
- Nax
- Nebula Glow
- Neiv
- David Newlyn
- Nonconnah
- North End
- Orange Crate Art
- Outward
- Owl Eyes
- Fritz Pape
- Pia Fraus
- Jeff Ryan
- Sciflyer
- The Sound Gallery
- Star Guided Vessel
- Starflyer 59
- Tape Deck Mountain
- Tears Run Rings
- Tender Mercy
- Thee Koukouvaya
- Robert Scott Thompson
- Tombstones in Their Eyes
- Tymbro
- Ummagma
- Venn
- Vision Eternel
- Vlimmer
- Margus Voolpriit
- The Warm Jets
- Brian Wenckebach
- Whale Tusk
- Winterwood
- Wolfredt
- Xeresa
- Yellow6
- Your Gaze
- Zombie Girlfriend